# 阿尔瓦尔蒂鲁纳吉里
阿尔瓦尔蒂鲁纳吉里（Alwarthirunagiri），是印度泰米尔纳德邦Toothukudi县的一个城镇。总人口8876（2001年）。

## 人口
该地2001年总人口8876人，其中男性4233人，女性4643人；0—6岁人口1007人，其中男499人，女508人；识字率78.21%，其中男性为82.14%，女性为74.63%。